# Ardagger
Ardagger (im Jahre 1971 Ardagger-Stephanshart) ist eine Marktgemeinde mit 3604 Einwohnern (Stand 1. Jänner 2025) im Mostviertel in Niederösterreich. Ardagger wird auch als das Tor zum Strudengau bezeichnet. Die Gemeinde entstand Anfang 1970 durch Fusion der Vorgängergemeinden.

## Geografie
Die Gemeinde Ardagger liegt im südwestlichen Niederösterreich, eingebettet zwischen der Donau und dem Hügelland des Mostviertels, an der Moststraße.
Oft wird das Auengebiet von Ardagger bei Hochwasser überflutet. Zum Schutz gegen diese Bedrohung ist Ardagger Markt mit einem befahrbaren Schutzdamm ausgestattet, der 1979 fertiggestellt wurde.

### Landschaft
- Europaschutzgebiete Machland Süd

### Gemeindegliederung
Das Gemeindegebiet umfasst folgende vier Ortschaften und gleichnamigen Katastralgemeinden (in Klammern Einwohnerzahl Stand 1. Jänner 2025, Fläche Stand 31. Dezember 2023):
- Ardagger Markt (764 Ew., 672,35 ha) samt Bach und Fuchshof
- Ardagger Stift (1039 Ew., 1.081,98 ha) samt Am Weinberg, Bach, Brachegg, Habersdorf, Hauersdorf, Illersdorf, Kirchfeld, Kollmitz, Paulberg, Pfaffenberg, Schüsselhub und Stocka
- Kollmitzberg (714 Ew., 1.240,26 ha) samt Felleismühl, Holzhausen, Innerzaun, Oed, Stiefelberg, Tiefenbach, Winkling und Zehent
- Stephanshart (1087 Ew., 1.720,77 ha) samt Albersberg, Empfing, Hausleiten, Hebmannsberg, Hinterholz, Hundertleiten, Leitzing, Moos und Zeitlbach

### Nachbargemeinden
|                    | Baumgartenberg (OÖ), Saxen (OÖ)             | Grein (OÖ)             |
| Wallsee-Sindelburg | Kompassrose, die auf Nachbargemeinden zeigt | Neustadtl an der Donau |
| Zeillern           | Amstetten                                   | Viehdorf               |

## Geschichte
Im Altertum war das Gebiet Teil der Provinz Noricum.
Die erste Erwähnung des heutigen Marktes Ardagger erfolgte im Jahr 823 in der Urkunde Confirmatio Ludovici Pii, in der König Ludwig der Fromme dem Bischof von Passau den Ort ad artagrum („bebaubarer Acker“) überlässt. Im Jahr 1049 übergibt Kaiser Heinrich III. die Güter der geächteten Brüder Ulrich und Askuin von Ardagger dem Bischof Nitker von Freising zur Gründung des Kollegiatstifts Ardagger.
Von den vier 1850 gegründeten politischen Gemeinden Ardagger Markt, Ardagger Stift, Kollmitzberg und Stephanshart wurden zuerst im Zuge der Niederösterreichischen Kommunalstrukturverbesserung mit 1. Jänner 1970 die bis dahin selbständigen Gemeinden Ardagger Markt und Ardagger Stift zur Gemeinde Ardagger zusammengefasst. Ein Jahr später wurden die bis dahin selbständigen Gemeinden Kollmitzberg, Ardagger und Stephanshart zu Ardagger-Stephanshart fusioniert. Mit 1. Jänner 1972 wurde die entstandene Gemeinde Ardagger-Stephanshart in Ardagger umbenannt.
Die Katastralgemeinden bewahren jedoch eine starke Eigenständigkeit.
Im Jahr 2012 wurden das Hausnummernsystem, sowie Straßen- und Rottennamen umgestellt, da das alte System im Laufe der Jahre durch zahlreiche Zu- und Neubauten zu unübersichtlich wurde. Außerdem wurden die Postleitzahlen in der gesamten Gemeinde auf eine gemeinsame umgestellt (Ausnahme: Es bleibt „3300“ nur in den Rotten Betriebsgebiet Nord, Hauersdorf und Schüsselhub).
In der zur Gemeinde gehörenden Dorfgemeinschaft Moos wurde im Jahre 2004 in Eigenregie der Bewohner genossenschaftlich die zurzeit größte Pflanzenkläranlage des Bundeslandes gebaut.

### Bevölkerungsentwicklung
| Ardagger: Einwohnerzahlen von 1869 bis 2025         | Ardagger: Einwohnerzahlen von 1869 bis 2025 | Ardagger: Einwohnerzahlen von 1869 bis 2025 | Ardagger: Einwohnerzahlen von 1869 bis 2025 | Ardagger: Einwohnerzahlen von 1869 bis 2025 |
| --------------------------------------------------- | ------------------------------------------- | ------------------------------------------- | ------------------------------------------- | ------------------------------------------- |
| Jahr                                                |                                             |                                             |                                             | Einwohner                                   |
| 1869                                                | 1869                                        |                                             | 2.840                                       | 2.840                                       |
| 1880                                                | 1880                                        |                                             | 2.818                                       | 2.818                                       |
| 1890                                                | 1890                                        |                                             | 2.802                                       | 2.802                                       |
| 1900                                                | 1900                                        |                                             | 2.769                                       | 2.769                                       |
| 1910                                                | 1910                                        |                                             | 2.864                                       | 2.864                                       |
| 1923                                                | 1923                                        |                                             | 2.857                                       | 2.857                                       |
| 1934                                                | 1934                                        |                                             | 2.806                                       | 2.806                                       |
| 1939                                                | 1939                                        |                                             | 2.763                                       | 2.763                                       |
| 1951                                                | 1951                                        |                                             | 2.729                                       | 2.729                                       |
| 1961                                                | 1961                                        |                                             | 2.638                                       | 2.638                                       |
| 1971                                                | 1971                                        |                                             | 2.761                                       | 2.761                                       |
| 1981                                                | 1981                                        |                                             | 3.003                                       | 3.003                                       |
| 1991                                                | 1991                                        |                                             | 3.123                                       | 3.123                                       |
| 2001                                                | 2001                                        |                                             | 3.286                                       | 3.286                                       |
| 2011                                                | 2011                                        |                                             | 3.368                                       | 3.368                                       |
| 2021                                                | 2021                                        |                                             | 3.573                                       | 3.573                                       |
| 2025                                                | 2025                                        |                                             | 3.604                                       | 3.604                                       |
| Quelle(n): Statistik Austria, Gebietsstand 1.1.2021 |                                             |                                             |                                             |                                             |

## Kultur und Sehenswürdigkeiten

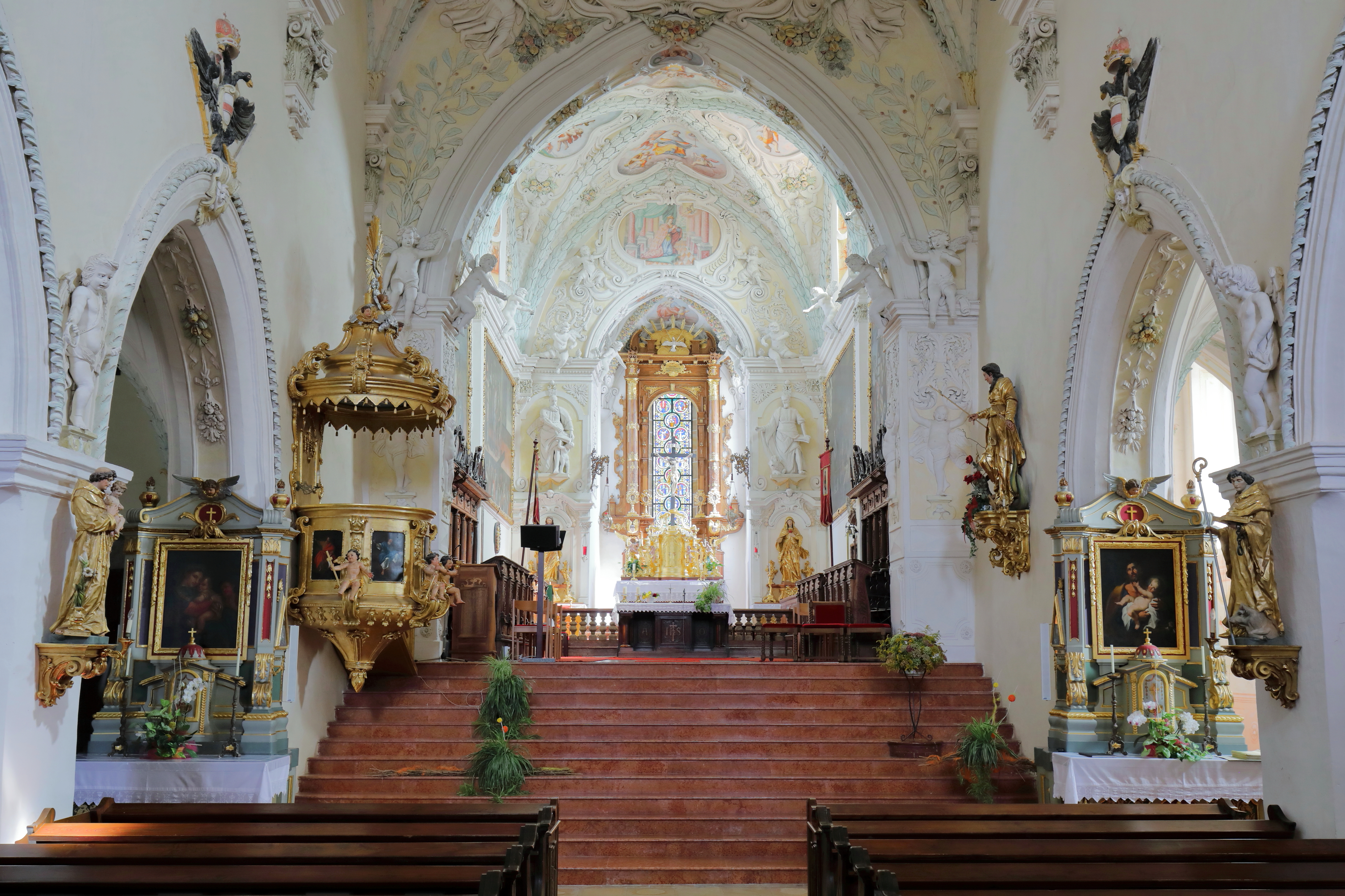
Ehemalige Stiftskirche, Innenansicht

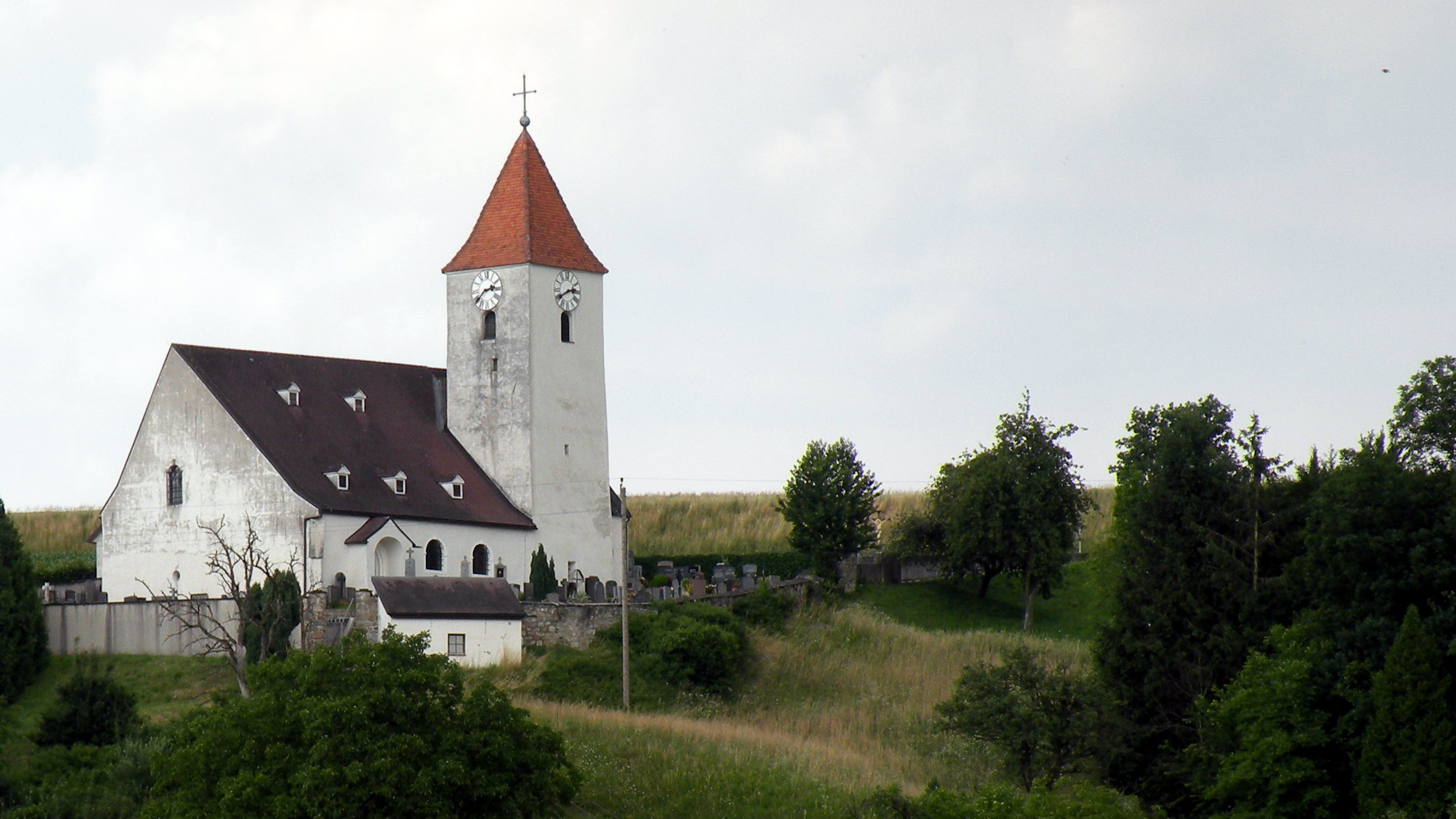
Pfarrkirche Ardagger Markt

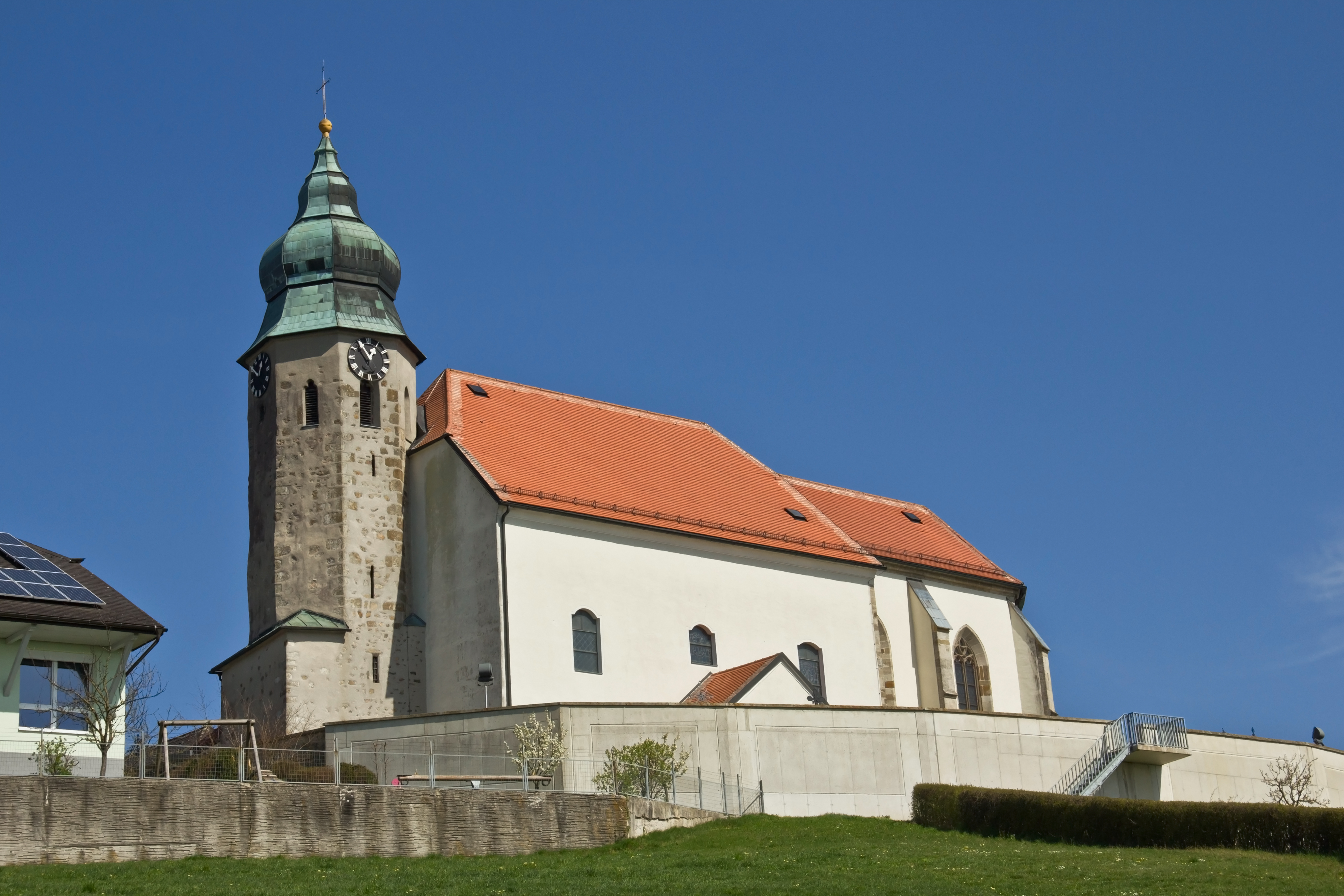
Pfarrkirche Kollmitzberg

- Ehemaliges Stift Ardagger: Das Stift wurde 1049 gegründet und 1784 durch Kaiser Josef II. aufgehoben und befindet sich in Privatbesitz.
- Katholische Pfarrkirche Ardagger Markt hl. Nikolaus
- Katholische Pfarrkirche Kollmitzberg hl. Ottilie
- Katholische Pfarrkirche Stephanshart hl. Stephanus

## Wirtschaft und Infrastruktur
Ardagger und sein über 950 Jahre altes Stift Ardagger liegen an der sogenannten Moststraße. Diese erschließt das größte geschlossenen Mostbirnbaumgebiet Europas, das Mostviertel südlich der Donau in Niederösterreich. Die etwa 200 km lange Moststraße, die in einem Rundkurs durch die hügelige Landschaft des Mostviertels führt, ist als „Erlebnisstraße“ konzipiert, mit bestens ausgeschilderten Strecken zu zahlreichen Mostwirtshäusern, Moststraßenheurigen und bäuerlichen „Ab-Hof-Betrieben“, die vor Ort produzierten Most anbieten. Weiters laden Aussichtspunkte, Themenwanderwege und Lehrpfade zu Ausflügen zu Fuß oder mit dem Fahrrad ein.

### Verkehr
- Ing. Leopold Helbich Brücke: Bei Tiefenbach, einem Ortsteil von Kollmitzberg, führt eine Brücke über die Donau nach Grein.
- Donauhafen: Ardagger Markt hat auch einen Hafen und eine Anlegestelle für Donauschiffe wie die MS Donaunixe.

### Bildung
In Ardagger gibt es eine Volksschule und eine Neue Mittelschule.

### Sport
- Frauenfußballmannschaft SG Ardagger/Neustadtl
- Der 1955 gegründete SCU Ardagger spielt seit der Saison 2000/01 in der Landesliga Niederösterreich.

## Politik

### Gemeinderat
Der Gemeinderat hat 23 Mitglieder.
- Nach den Gemeinderatswahlen in Niederösterreich 1990 hatte der Gemeinderat folgende Verteilung: 16 ÖVP, 4 FPÖ und 3 SPÖ.
- Nach den Gemeinderatswahlen in Niederösterreich 1995 hatte der Gemeinderat folgende Verteilung: 16 ÖVP, 4 FPÖ und 3 SPÖ.[9]
- Nach den Gemeinderatswahlen in Niederösterreich 2000 hatte der Gemeinderat folgende Verteilung: 16 ÖVP, 4 FPÖ und 3 SPÖ.[10]
- Nach den Gemeinderatswahlen in Niederösterreich 2005 hatte der Gemeinderat folgende Verteilung: 16 ÖVP, 3 SPÖ, 3 Unabhängige Bürgerliste Ardagger und 1 FPÖ.[11]
- Nach den Gemeinderatswahlen in Niederösterreich 2010 hatte der Gemeinderat folgende Verteilung: 17 ÖVP, 2 SPÖ, 2 FPÖ und 2 Unabhängige Bürgerliste Ardagger.[12]
- Nach den Gemeinderatswahlen in Niederösterreich 2015 hatte der Gemeinderat folgende Verteilung: 17 ÖVP, 3 SPÖ, 2 FPÖ und 1 Unabhängige Bürgerliste Ardagger.[13]
- Nach den Gemeinderatswahlen in Niederösterreich 2020 hatte der Gemeinderat folgende Verteilung: 18 ÖVP, 3 SPÖ und 2 FPÖ.[14]
- Nach den Gemeinderatswahlen in Niederösterreich 2025 hat der Gemeinderat folgende Verteilung: 16 ÖVP, 4 FPÖ und 3 SPÖ.[15]

### Bürgermeister
- 1971–1989 Karl Amon (ÖVP)
- 1989–1995 Franz Sollböck (ÖVP)
- bis 2005 Johann Weichinger (ÖVP)
- seit 2005 Johannes Pressl (ÖVP)[16]

### Wappen
Das Wappen zeigt die Verbundenheit mit der Donauschifffahrt. Haken und Ruder sind zwei Werkzeuge der Donauschiffer, der gegabelten Baumstamm war im Schnabel der Donauzillen zum Auflegen der Schiffsseile eingebaut. Viele frühere Bewohner waren Schiffer und Händler, die Donau brachte dem Markt Wohlstand.

## Persönlichkeiten

### Söhne und Töchter der Gemeinde
- Karl Amon (1920–1995), Politiker (ÖVP)
- Erwin Köstler (1928–1993), Politiker (ÖVP)